# سيمون ديلي
سيمون سيلفانوس ديلي (بالفرنسية: Simon Deli)‏ (مواليد 27 أكتوبر 1991) هو لاعب كرة قدم إيفواري محترف، يلعب حاليًا مع نادي سلافيا براغ ومنتخب ساحل العاج.

## روابط خارجية
- سيمون ديلي على موقع الاتحاد الأوربي (الإنجليزية)
- سيمون ديلي على موقع اتحاد تركيا (لاعب) (الإنجليزية)
- سيمون ديلي على موقع قاعدة بيانات كرة القدم.إي يو (الإنجليزية)
- سيمون ديلي على موقع ليكيب (الفرنسية)
- سيمون ديلي على موقع ناشيونال فوتبول تيمز (الإنجليزية)
- سيمون ديلي على موقع Soccerway.com (الإنجليزية)
- Simon Deli Website at simondeli.com